# 彰化縣大城鄉永光國民小學
23°50′23″N 120°18′09″E / 23.839683185449378°N 120.302495304103°E
彰化縣大城鄉永光國民小學是一所公立的國民小學，簡稱永光國小，創立於1970年8月1日，當時名為大城國小永光分校，1976年8月1日正式獨立定名彰化縣大城鄉永光國民小學，學校位於臺灣彰化縣大城鄉西南端公館村四股（原位於永和村）。:9191977年12月落成自然增班教室。1979年9月興建教師單身宿舍及水塔於校地東南角。1984年3月改建平頂教室。1986年10月改建平頂教室。1993年10月增建教室暨廁所。由於學生日漸減少，雖經過村民陳情，該校仍於2020年8月1日起停辦，該校學區併至彰化縣大城鄉大城國民小學，校地由大城國小接管，二十餘名學生轉入鄰近的大城國小、西港國小以及頂庄國小。

## 歷任校長
- 第一任   莊茂山
- 第二任   康義成
- 第三任   洪宗欽
- 第四任   黃金村
- 第五任   陳文啟
- 第六任   鄭滄龍
- 第七任   洪宗海
- 督學     張添財 代理
- 第八任   梁金都
- 第九任   梁瑞琪
- 第十任   林振茂
- 第十一任 林淑貞
- 第十二任 溫景成
- 第十三任 郭佳哲

## 外部連結
- 彰化縣立永光國小Facebook粉絲團